# الدعم اللوجستي للقوات المسلحة الروسية
الدعم اللوجستي للقوات المسلحة الروسية (بالروسية: Матерально-техническое обеспечение Воорузённых сил Российской Федерации) هو نظام موحد لهيئات القيادة والسيطرة والمؤسسات والمنظمات العسكرية الأخرى التي تقدم الدعم الفني واللوجستي للجميع. فروع القوات المسلحة الروسية. يجمع نظام الدعم اللوجستي للقوات المسلحة الروسية بين نوعين مستقلين سابقًا من الدعم الشامل: الفني واللوجستي، وكلاهما كان موجودًا في هيكل الجزء الخلفي من القوات المسلحة الروسية حتى حل في عام 2010. وتوكل إدارة الدعم اللوجستي بالهيئات المركزية للقيادة العسكرية، التابعة لنائب وزير الدفاع.
استبدل نائب وزير الدفاع للشؤون اللوجستية جنرال الجيش ديمتري بولجاكوف بالعقيد جنرال ميخائيل ميزينتسيف، الرئيس السابق لمركز إدارة الدفاع الوطني التابع لوزارة الدفاع.
ثم استبدل ميزينتسيف أثناء الغزو الروسي لأوكرانيا. غادر القوات المسلحة إلى مجموعة فاغنر. عين العقيد الجنرال أليكسي كوزمينكوف نائبًا لوزير الدفاع للشؤون اللوجستية، حسبما أفادت مصادر إعلامية غربية في 30 أبريل 2023.

## تعبير
هيكل المكتب المركزي للإدارة اللوجستية للقوات المسلحة الروسية:
- المقر اللوجستي للقوات المسلحة للاتحاد الروسي
- إدارة دعم النقل بوزارة الدفاع
- إدارة الصيانة التشغيلية وتوفير المرافق للوحدات والهيئات العسكرية بوزارة الدفاع
- مديرية الغذاء بوزارة الدفاع
- الوكالة الرئيسية للسيارات والدبابات التابعة لوزارة الدفاع في الاتحاد الروسي
- جي آر إيه يو
- المديرية الرئيسية لقائد قوات السكك الحديدية
- إدارة الأرصاد الجوية للقوات المسلحة الروسية

### المؤسسات التعليمية
يتم تدريب المتخصصين في عمليات تحويل الأموال من قبل الأكاديمية اللوجستية العسكرية.

### الوكالات الحالية
تشمل الوكالات الخاضعة لـ MTO ما يلي:
- قوات الطريق
- قوات السكك الحديدية
- قوات خطوط الأنابيب

### الوحدات والتشكيلات الإقليمية
- المركز 1060 للدعم الفني المادي (المنطقة العسكرية الغربية)
- المركز 1061 للدعم الفني المادي (المنطقة العسكرية الجنوبية)
- مراكز الدعم الفني والمادي في المنطقتين العسكريتين الوسطى والشرقية
- اثنا عشر لواءًا مستقلاً للدعم الفني والمادي
- كتائب السكك الحديدية